# Prunus ledebouriana
Prunus ledebouriana — вид квіткових рослин із підродини мигдалевих (Amygdaloideae).

## Біоморфологічна характеристика
Це більш-менш прямовисний листопадний кущ заввишки 150–200 см. Білуватий, солом'яно-жовтий, яйцюватий або округло-яйцюватий плід має довжину приблизно 10–25 мм і ширину 12–20 мм; містить одне велике насіння. 

## Поширення, екологія
Ендемік Казахстану. Населяє лучні улоговини, гірські степи, плато та схили, різнотравні степи біля підніжжя хребтів, росте у долинах річок.

## Використання
Фрукти їдять сирими чи приготовленими. Плоди досить різноманітні за якістю, найкращі форми дещо борошнисті з досить приємним смаком. З листя можна отримати зелений барвник. З плодів можна отримати барвник від темно-сірого до зеленого. Цей вид є вторинним генетичним родичем персика (Prunus persica) і мигдалю (Prunus dulcis), тому його можна використовувати як донора генів для покращення врожаю. Ядро містить олію використовується для виробництва мигдалевої олії.